# Aesalus
Aesalus là một chi bọ cánh cứng trong họ Lucanidae. Chi này được Kriesche mô tả khoa học năm 1920.

## Các loài
Chi này gồm các loài: